# Philippe Jaccottet
Pour les articles homonymes, voir Jaccottet.
Philippe Jaccottet, né le 30 juin 1925 à Moudon en Suisse et mort le 24 février 2021 à Grignan (Drôme), est un écrivain, poète, critique littéraire et traducteur suisse vaudois, naturalisé français en 1950. Il est l'époux de l'illustratrice et peintre Anne-Marie Jaccottet, née Haesler.

## Biographie

### Jeunesse
Philippe Jaccottet s'installe, avec sa famille, à Lausanne en 1933. Son enfance est déjà marquée par l'écriture. À quinze ans, il offre à ses parents un ensemble de poèmes intitulé Flammes noires. À seize ans, le 27 juin 1941, lors de la remise du prix Rambert, Jaccottet découvre Gustave Roud. Cette rencontre est déterminante pour le jeune poète : il la considère lui-même comme « décisive » ; elle donne progressivement naissance à une amitié que va concrétiser l'importante correspondance que s'échangent les deux hommes, de 1942 à la mort de Roud en 1976. Gustave Roud fait connaître au jeune homme le romantisme allemand et les poètes qu'il traduit, Novalis et Hölderlin, mais aussi la beauté de la nature et des paysages qui entrent dès lors au cœur de sa sensibilité. Lors de cette rencontre, Roud lui fait connaître Paul Claudel et lui confie le texte de la première édition de Partage de midi, édition que Claudel, devenu « bon catholique » et effrayé par sa propre audace a reniée et retirée de la publication. Ce qui a obligé Jaccottet à recopier ce texte pour le garder en sa possession. Même s'il critique vertement le Claudel trop souvent dogmatique, Jaccottet lui a gardé son admiration pour le poète dans son approche du réel, notamment dans Connaissance de l'Est. C'est ce poète-là que Jaccottet retrouve avec bonheur. C'est aussi la période où il commence à traduire, pour son plaisir : 

« Il y avait spontanément en moi un goût de cela. »

Après sa maturité, Jaccottet suit des études de lettres à l'Université de Lausanne, durant lesquelles ses écrits commencent à paraître dans des périodiques : il s'agit d'une pièce de théâtre, Perceval (lue au printemps 1945 à la Guilde du livre), et de premiers poèmes, dont « Élégie » (1943-1944), « Pour les ombres » (1944) et « Les Iris » en 1945. C'est en mai 1945 qu'est publié son premier ouvrage, Trois poèmes aux démons, dont on dit que Jaccottet détruisait les exemplaires qu'il rencontrait ; puis, en 1946, il écrit une seconde pièce, La Lèpre, qu'il n'a pas achevée (il ne reste plus de traces de ces deux pièces). Il obtient sa licence de lettres en juillet 1946, mais ne veut pas enseigner. Cette même année, au cours d'un voyage en Italie, il rencontre Giuseppe Ungaretti et se lie d'amitié avec ce poète italien dont il commence à publier des traductions en 1948 dans Pour l'Art. Puis Jaccottet s'installe à Paris, rue du Vieux-Colombier, à l'automne 1946 où, engagé par l'éditeur Henry-Louis Mermod (qu'il a rencontré à Lausanne en 1944), il travaille sur des traductions (la première est La Mort à Venise de Thomas Mann), et publie de nombreux textes pour la presse, notamment pour la Nouvelle Revue de Lausanne, où sont publiés entre 1950 et 1970 plus de trois-cent cinquante articles de Jaccottet.
Par l'intermédiaire de Mermod, il fait de nombreuses rencontres, dont celle de Francis Ponge, avec qui il se lie d'amitié bien que leurs recherches poétiques soient très différentes, de Jean Paulhan. Jaccottet fait découvrir, par des textes critiques, des poètes et des écrivains de sa génération qui vont devenir ses amis, dont Yves Bonnefoy, Jacques Dupin et André du Bouchet. Ami de Pierre Leyris, il entretient aussi des liens avec le groupe de la revue 84, notamment avec André Dhôtel et Henri Thomas, dont la poésie a grandement influencé L'Effraie. C'est à cette époque, et grâce au contact, aux critiques et aux discussions avec ces amis relevant de groupes différents (entre lesquels Jaccottet se sentait partagé), que le poète commence à trouver « [sa] propre voix », en « baissant le ton » par rapport aux premiers textes (par exemple Requiem en 1947, poème écrit à partir de photographies d'otages durant la guerre et auquel il reprochera plus tard d'avoir été écrit « à partir d’une relation trop indirecte avec la mort »). De cette époque date la rédaction de son premier recueil, L'Effraie. Publié en 1953 chez Gallimard dans la collection, discrète mais souterrainement prestigieuse que dirige Jean Paulhan, « Métamorphoses », ce livre marque un tournant : Jaccottet a longtemps considéré ce recueil comme le début de son œuvre.

### «L'habitant de Grignan»

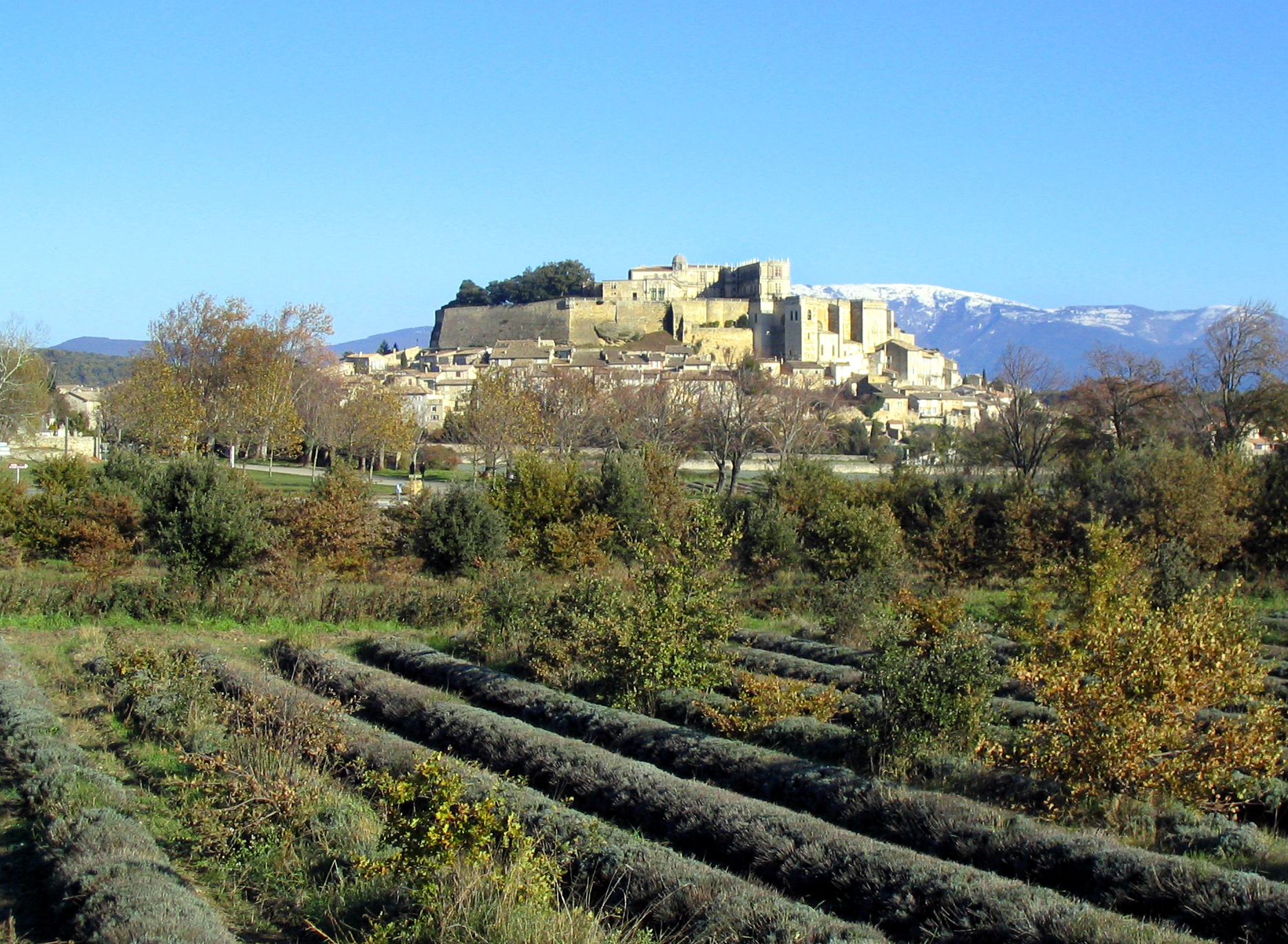
Les paysages de Grignan et des alentours sont très présents dans l'œuvre de Jaccottet.

Cette même année, il s'installe, avec sa femme Anne-Marie Haesler, artiste peintre, à Grignan, dans la Drôme. La découverte autant « déterminante » qu'« inattendue » de Grignan fait de ce lieu et de ses environs « le lieu avant tous les autres » pour Jaccottet : dès lors, les paysages de Grignan vont apparaître dans nombre de textes. En outre, le choix de vivre loin des grands centres littéraires lui a permis, selon lui, de se « mettre à une distance salutaire [d']influences » qui auraient pu le paralyser dans son rapport avec la poésie : « C'était une façon de fuir pour mieux rester moi-même. » Jaccottet poursuit depuis Grignan ses traductions, son écriture poétique, et collabore activement à La Nouvelle Revue française. Après une première recension critique sur Poésie non-traduite d'Armand Robin, en 1953, qu'accompagne la parution de certains de ses poèmes, Jaccottet va écrire en une vingtaine d'années plus d'une centaine d'articles sur les poètes contemporains, et ouvrir la NRF sur la littérature allemande ; il contribue toujours en même temps à La Nouvelle Revue de Lausanne et à la Gazette de Lausanne (de 1955 à 1970). Son fils Antoine naît en 1954.

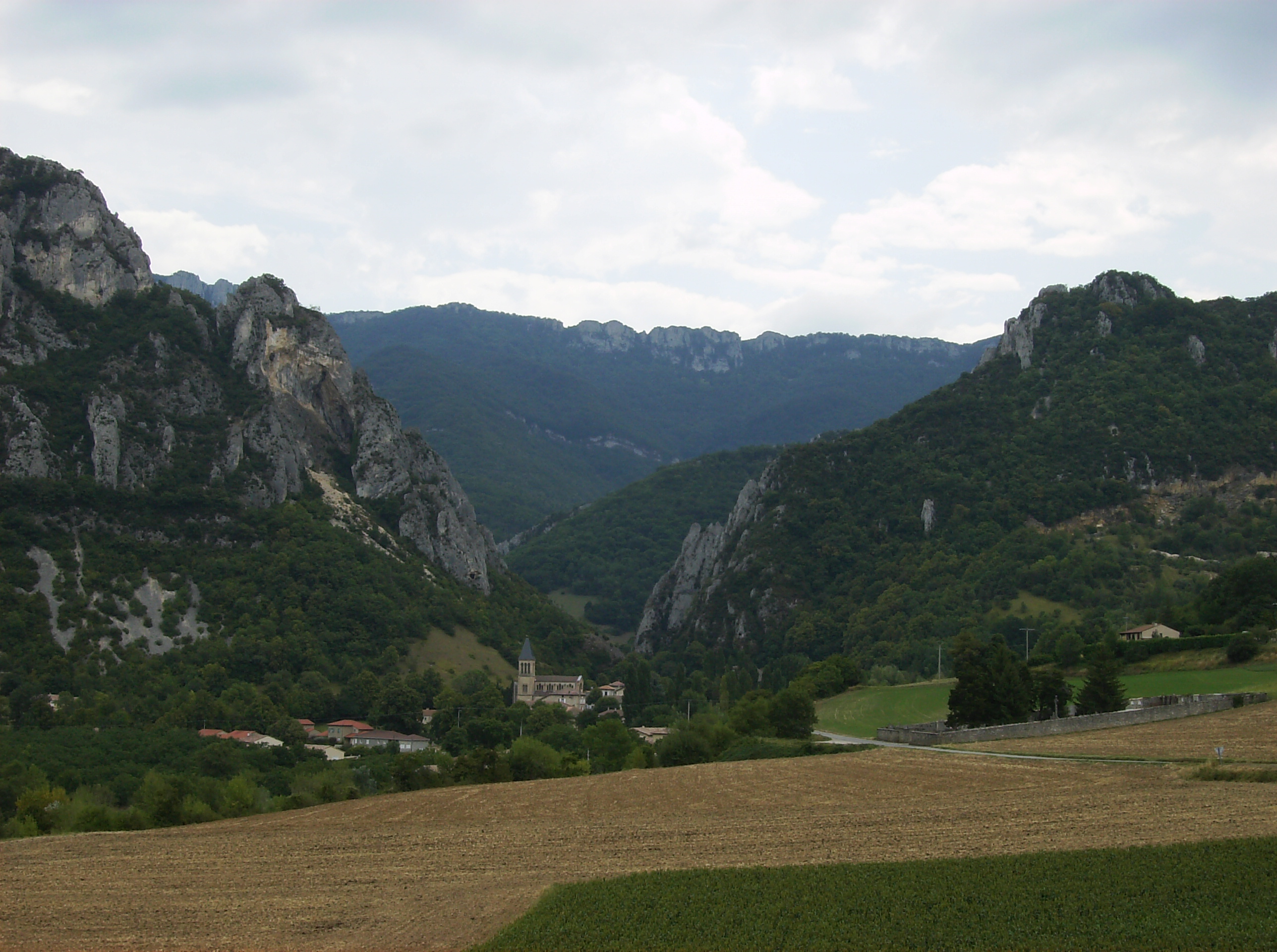
Le village de Beauregard-Baret apparaît dans Beauregard.

Le 29 juin 1956, Jaccottet reçoit à son tour le Prix Rambert. Mais les trois années suivantes sont une difficile traversée du désert poétique ; l'écrivain essaie d'en trouver l'issue par l'écriture en prose, avec les Éléments d'un songe et L'Obscurité (parus concomitamment chez Gallimard en août 1961), le récit le plus long de son œuvre, et une sorte de témoignage de cette crise. En 1960 naît sa fille Marie. Durant les années 1960, Jaccottet travaille à l'édition et à la traduction de Friedrich Hölderlin et de Giuseppe Ungaretti, tout en écrivant pour la collection « Poètes d'aujourd'hui » une monographie sur Gustave Roud (publiée en 1968). En 1968 paraît L'Entretien des Muses, qui regroupe de nombreux textes critiques consacrés à la poésie française du XXe siècle. Les années 1970 sont marquées par plusieurs décès douloureux, parmi les amis (Gustave Roud en 1976 par exemple) et les parents du poète : la mort de son beau-père et de sa mère, en 1974 est évoquée par les livres de deuil Leçons et Chants d'en bas. Mais c'est également le temps de nouvelles amitiés, dont celle de Pierre-Albert Jourdan ; de nombreux peintres (dont Gérard de Palézieux) sont reçus à Grignan. La même période voit l'entrée de Jaccottet dans les collections « Poésie/Gallimard » et « Poètes d'aujourd'hui ». En 1977, il publie À la lumière d'Hiver, recueil dans lequel il retrace son amour pour la nature et le monde, mais où le doute quant au pouvoir du langage s'est accru, en raison des épreuves :

« facile à dire ! et trop facile de jongler

avec le poids des choses une fois changées en mots ! »

En février 1978, il fait partie des membres fondateurs du Comité des intellectuels pour l'Europe des libertés.
En 1984 paraît chez Gallimard La Semaison, qui regroupe les carnets du poètes de 1954 à 1979 ; elle sera suivie, en 1996 puis en 2001, par deux autres ouvrages. 2001 voit également la parution de Et, néanmoins. Cette même année, à Truinas, Jaccottet assiste à l'enterrement de son ami le poète André du Bouchet : il narre cette matinée dans un ouvrage intitulé Truinas, le 21 avril 2001. Les années 2000 voient également d'autres pertes, que recense l'« Obituaire » de Ce peu de bruits (2008). Malgré une forme de pessimisme avoué et malgré la vieillesse, dans cet ouvrage mêlant proses et poèmes, la poésie et le contact avec la nature continuent à apporter réconfort et confiance. En 2011, le poète publie dans la collection « Poésie » de Gallimard son anthologie personnelle, L'encre serait de l'ombre, qui regroupe des textes écrits entre 1946 et 2008.
Il meurt le 24 février 2021 à l'âge de 95 ans, chez lui à Grignan (Drôme), où il est inhumé,. Son décès survient une semaine avant la parution de son dernier recueil poétique, Le Dernier Livre de madrigaux (Gallimard).

## Regards sur l'œuvre

### Le poète

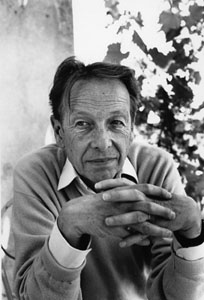
Philippe Jaccottet en 1991.

Jaccottet écrit des vers et de courtes proses par lesquelles il s'attache à retrouver un rapport à la nature et au monde. À la recherche de la parole la plus juste possible, il tente de préserver l'émotion face aux choses vues, en travaillant à la fois sur le perçu et le ressenti ; c'est ce qui explique que sa poésie soit empreinte à la fois de simplicité et de mystère. Le poème en reste au « presque », se tient sur le seuil, sur le point de nous faire accéder à la joie éprouvée face à la beauté de la nature. Outre les poèmes et les essais, l'œuvre de Jaccottet se compose aussi de carnets de notes, qui constituent pour lui une forme alternative de la poésie. Le tout est marqué par une modestie et une retenue, qu'il résume lui-même par la formule « L'effacement soit ma façon de resplendir », et que l'on peut retrouver sous différentes formes chez Charles-Ferdinand Ramuz, Gustave Roud, Maurice Chappaz et Edmond-Henri Crisinel. C'est surtout une très forte exigence de vérité qui motive le poète dans son écriture, d'où une certaine méfiance à l'égard des images (« l'image cache le réel, distrait le regard »), et un doute qui s'inscrit, explicitement, dans le poème : 

« La vérité semblait pourtant si simple, je n'en garde plus que la coque, vide, même pas : des masques, une singerie… »

Pour éviter ce danger, inhérent à l'emploi de l'image, l'écriture jaccotéenne est « une esthétique de la mesure et du non-dit », caractérisée par une recherche d'équilibre et de justesse, ce qui explique les nombreuses corrections présentes dans les poèmes — d'ailleurs, le titre même du recueil Leçons fait référence à cette quête de la justesse, puisqu'une leçon peut aussi avoir le sens de « version » d'un texte (on l'utilise pour les textes latins ou grecs par exemple), une version qui n'est pas certaine, qui peut admettre d'autres versions ou corrections ; il s'agit de se rapprocher le plus possible, par exemple, d'une couleur, que peinent à rendre des mots trop flous et généraux pour satisfaire le souci qu'a Jaccottet de la caractériser : « Les champs de blé : ce n'est plus du jaune, pas encore de l'ocre. Ni de l'or. C'est autre chose qu'une couleur. » Caractérisation qui est plutôt une approche, en rien définitive, de la chose considérée, si ce n'est lorsque la condensation poétique semble réussir à atteindre une justesse presque miraculeuse, mais qui n'exclut pas le doute, comme dans les notes les plus concises de la Semaison, ou les vers conclusifs d'un poème tel que L'Ignorant.
Dans un discours prononcé en Remerciement pour le prix Rambert, où il expose quelques « éléments de poétique », Jaccottet écrit que le poète n'est plus « le Soleil […] ni un fils du Soleil ; ni même un Porte-flambeau ou un Phare » (il rejette donc l'image du « poète-prophète ») : la tâche de cet « anonyme […] vêtu comme n'importe quel autre homme soucieux » est d'essayer de « pei[ndre] » le monde « si merveilleusement » que son œuvre serait à même de détourner l'Homme de sa peur de la mort. Le poète doit donc « veiller comme un berger [et] appeler / tout ce qui risque de se perdre s'il s'endort » ; son « travail est de maintien, de conservation d'une mémoire : il entretient un « maigre feu » contre le vent et l'obscurité », comme l'écrit Jean-Michel Maulpoix. C'est en accord avec cette conception que le poète porte un regard critique vers ses débuts, par exemple dans les premières pages de Leçon. Lorsque Poésie, reprenant les premiers recueils, a été édité dans la collection « Poésie/Gallimard », Jaccottet a décidé d'écarter certains poèmes, ceux qu'il « aim[ait] le moins », et de modifier certains autres. Ces changements peuvent être vus dans le sens d'une harmonisation des textes du poète encore jeune à ceux du « poète tardif », surtout par rapport à sa conception de l'effacement et de la poésie. En effet le cheminement de Jaccottet le conduit à considérer les moyens mêmes de la poésie avec une certaine méfiance et à ne pas confondre ces moyens avec ses objectifs : aussi considère-t-il la prosodie comme seconde, assimilable à une autre forme de rhétorique, parce qu'il y a selon lui « un conflit entre la rime et la vérité ». Cette pensée a donc une influence sur les formes choisies : le sonnet, présent dans L'Effraie, disparaît dans les autres recueils au profit de formes plus personnelles, après avoir été « un passage […] un moyen et un lieu d'expérimentation » pour le jeune poète.
Le motif de la lumière est omniprésent dans l'œuvre : en attestent les titres de certains ouvrages et de nombreux poèmes, et les effets de lumière qui apparaissent dans les textes. Jean Starobinski souligne un « amour professé de la lumière, [qu'il] aime assez pour vouloir qu'elle circule dans les mots qu'il trace, et pour veiller à n'écrire aucune ligne qui ne soit pour le lecteur un chemin de clarté ».

### Le traducteur
Jaccottet a traduit Goethe, Hölderlin, Leopardi, Musil, Rilke, Thomas Mann, Ungaretti, Cassola, mais aussi l'Odyssée d'Homère. Son métier de traducteur a occupé dans sa vie une place considérable et se révèle, en terme quantitatif, plus important que sa production poétique ; s'il a été dicté par la nécessité, il ne s'agit pas néanmoins d'une activité secondaire : elle fait partie intégrante de l'œuvre et, à ce titre, à l'instar des traductions d'Yves Bonnefoy par exemple, a intéressé les critiques. La publication en 1997 du livre D'une lyre à cinq cordes, qui regroupe des traductions de Jaccottet entre 1946 et 1995, montre que l'auteur considère ses traductions comme importantes, même si, dans le même temps, il les distingue nettement de sa production personnelle. On y retrouve néanmoins cette esthétique de l'« effacement » qui caractérise la poésie de Jaccottet ; elle est mise au service d'une pratique de la traduction qui cherche, par une « voix plutôt sourde, discrète, sinon faible », à « servir […] la voix native du poème étranger », à répondre à cette question que se pose le poète : « La plus haute ambition du traducteur ne serait-elle pas la disparition totale ? ». La Correspondance Jaccottet-Ungaretti offre un aperçu de ce travail de traduction, qu'Ungaretti appréciait au point de dire d'un des recueils traduits : « Je crois qu'il est meilleur en français qu'en italien ».

### Le critique
Jaccottet a également écrit de nombreux textes critiques sur des auteurs variés (Gustave Roud, Francis Ponge, Guillevic, Yves Bonnefoy, Paul Claudel, André Du Bouchet, Michel Deguy, Gabriel Bounoure, William Faulkner, Rainer Maria Rilke, pour n'en citer que quelques-uns). Ces « chroniques de poésie » et « lectures de poésie » ont été par la suite regroupées respectivement dans deux ouvrages : L'Entretien des Muses et Une transaction secrète. Écrits pour papier journal, un autre livre, regroupe d'autres chroniques, publiées entre 1951 et 1970, toutes aussi variées, à la lecture desquelles Jaccottet se révèle, entre autres, intéressé par le « nouveau roman » (Michel Butor, Nathalie Sarraute et Alain Robbe-Grillet), et participe à la reconnaissance de Kateb Yacine.

## Réception
Parmi les œuvres poétiques de langue française du XXe siècle, celle de Jaccottet est, après celle d'Henri Michaux, le sujet du plus grand nombre de thèses et de mémoires. Le nombre considérable d'articles, de livres (listés en annexe), de recueils critiques, et d'hommages dans des revues prestigieuses, témoigne de l'importance d'un poète que le critique Bruno Blanckeman considère comme en voie de devenir un classique : Poésie 1946-1967 et À la lumière d’hiver ont été inscrits au programme de l'agrégation de lettres modernes 2003-2004 ; les élèves de Terminale littéraire ont pu le découvrir en marge de l'étude de son ami Yves Bonnefoy en 2005-2006, ont eu sa traduction de l'Odyssée au programme de 2009 à 2011, et son recueil À la lumière d’hiver en 2011-2012. Philippe Jaccottet a en outre reçu de nombreux prix prestigieux. Ses œuvres poétiques ont été rassemblées dans un volume de la Bibliothèque de la Pléiade paru le 20 février 2014 qui a été édité par José-Flore Tappy, Hervé Ferrage, Doris Jakubec et Jean-Marc Sourdillon et préfacé par Fabio Pusterla. Il accorde une dernière interview à Arnaud Bédat du magazine L'Illustré (Lausanne) en avril 2016. En 2021 enfin, sa traduction de l'Odyssée devient le vecteur paradigmatique de la transmission culturelle dans un roman dont le titre est tiré d'un de ses vers, Si les dieux incendiaient le monde d'Emmanuelle Dourson.

### Prix
- Prix Rambert, 1956
- Prix des écrivains vaudois, 1958
- Prix Johann-Heinrich-Voß, 1966, de l'Académie allemande
- Prix Montaigne, 1972
- Prix Gottfried-Keller, 1981
- Grand Prix de Poésie de la Ville de Paris, 1985
- Grand Prix national de Traduction, 1987
- Petrarca-Preis (de), 1988 à Trieste.
- Grand Prix de la Fondation vaudoise pour la culture 1991
- Grand prix national de la poésie, 1995
- Prix Friedrich-Hölderlin, 1997 à Tübingen
- Grand prix de poésie de la SGDL, 1998
- Horst-Bienek-Preis für Lyrik (de), 2000, de l'Académie de Munich
- Prix des Charmettes/Jean-Jacques Rousseau, 2002
- Prix Goncourt de la poésie, 2003
- Mérite cantonal vaudois, 2009
- Grand prix Schiller, 2010
- Prix Guillevic, 2011[61]
- Prix mondial Cino-Del-Duca, 2018

### Hommages
- Un amphithéâtre porte son nom à l'université Stendhal de Valence.
- Tonia Cariffa a peint une toile Portrait de Philippe Jaccottet.

### Décorations
- Commandeur de l'ordre des Arts et des Lettres : il est fait commandeur lors de la promotion du 29 avril 1994[62].

## Œuvres

### Poésie, récits et carnets
- Trois poèmes aux démons, précédés de Agitato, Porrentruy, Aux Portes de France, 1945.
- Requiem, Lausanne Mermod, 1947.
- L'Effraie et autres poésies, Paris, Gallimard, coll. « Métamorphoses », 1953 ; rééd. dans la coll. « Blanche », 1979.
- L'Ignorant, Paris, Gallimard, 1958.
- L'Obscurité, Paris, Gallimard, 1961.
- La Semaison, Lausanne, Payot, 1963.
- Paysages de Grignan, 12 eaux-fortes de Gérard de Palézieux, Lausanne, La Bibliothèque des Arts, 1964, 42 p.
- Airs, Paris, Gallimard, 1967.
- Leçons, Lausanne, Payot, 1969.
- Paysages avec figures absentes, Paris, Gallimard, 1970, puis 1976.
- Chants d'en bas, Lausanne, Payot, 1974.
- À travers un Verger, illustrations de Pierre Tal Coat, Montpellier, Fata Morgana, 1975.
- À la lumière d'hiver, Paris, Gallimard, 1977.
- Les Cormorans, gravures de Denise Esteban, Marseille, Idumée, 1980.
- Des histoires de passage. Prose 1948-1978, Lausanne, Roth & Sauter, 1983.
- Pensées sous les nuages, 1983.
- Autres journées, Saint-Clément, Fata Morgana, 1987.
- Hiver, gravures de Daniel Bambagioni, Daniel Chompré et François Righi, Le tailleur d'images, 1987.
- La Semaison, Carnets 1954-1979, Paris, Gallimard, 1984.
- Cahier de verdure, Paris, Gallimard, coll. « Blanche », 1990.
- Libretto, Genève, La Dogana, 1990.
- Poésie, 1946–1967, Paris, Gallimard, coll. « Poésie/Gallimard », (1971) 1990.
- Requiem (1946) suivi de Remarques (1990), Saint-Clément, Fata Morgana, 1991.
- Cristal et fumée, Saint-Clément, Fata Morgana, 1993.
- « La nourrice des oiseaux II », avec Jean-Pierre Bonfort, éditions cent pages, 1991.
- À la lumière d'hiver ; précédé de, Leçons ; et de, Chants d'en bas ; et suivi de, Pensées sous les nuages, Paris, Gallimard, 1994.
- Après beaucoup d'années, Paris, Gallimard, 1994.
- Autriche, Lausanne, Éditions L'Âge d'homme, 1994.
- Eaux prodigues, Nasser Assar, lithographies, La Sétérée, J. Clerc, 1994.
- La Seconde Semaison : carnets 1980-1994, Paris, Gallimard, 1996.
- Beauregard, postf. d'Adrien Pasquali, Éditions Zoé, 1997.
- Paysages avec figures absentes, Gallimard, Paris, coll. « Poésie/Gallimard », (1976) 1997.
- Observations et autres notes anciennes : 1947–1962, Paris, Gallimard, 1998.
- À travers un verger ; suivi de, Les cormorans ; et de, Beauregard, Paris, Gallimard, 2000.
- Carnets 1995-1998 : la semaison III, Paris, Gallimard, 2001.
- Notes du ravin, Saint-Clément, Fata Morgana, 2001.
- Et, néanmoins : proses et poésies, Paris, Gallimard, 2001.
- Nuages, Philippe Jaccottet, Alexandre Hollan, Montpellier, Fata Morgana, 2002.
- Cahier de verdure ; suivi de, Après beaucoup d'années, Paris, Gallimard, coll. « Poésie/Gallimard », 2003.
- Truinas / le 21 avril 2001, Genève, La Dogana, 2004.
- Israël, cahier bleu, Saint-Clément-de-Rivière, Fata Morgana, 2004.
- Un calme feu, Saint-Clément-de-Rivière, Fata Morgana, 2007.
- Ce peu de bruits, Paris, Gallimard, 2008.
- Le Cours de la Broye : suite moudonnoise, Moudon, Empreintes, 2008.
- Couleur de terre, par Anne-Marie et Philippe Jaccottet, Saint-Clément-de-Rivière, Fata Morgana, 2009.
- La Promenade sous les arbres, Éditions La Bibliothèque des Arts, 1er octobre 2009 (1er tirage : 1988), Mermod, 1957 (1re édition), 1961.
- Le Retour des troupeaux et Le Combat inégal dans En un combat inégal, Genève, La Dogana, 2010.
- L'encre serait de l'ombre; Notes, proses et poèmes choisis par l'auteur, 1946-2008, Paris, Gallimard, coll. « Poésie/Gallimard », 2011.
- Taches de soleil, ou d'ombre, Notes sauvegardées, 1952-2005, Paris, Le Bruit du temps, 2013.
- Œuvres, Paris, Gallimard, coll. « Bibliothèque de la Pléiade », 2014.
- Un calme feu, Saint-Clément-de-Rivière, Fata Morgana, 2015 (réédition).
- La Clarté Notre-Dame, Paris, Gallimard, 2021.
- Le dernier livre de Madrigaux, Paris, Gallimard, coll. « Blanche », 2021.

### Essais
- Autriche, avec Henriette Grindat, Éditions Rencontre, 1966.
- L'Entretien des muses, Paris, Gallimard, 1968.
- Rilke, Paris, Éditions du Seuil, 1970.
- Adieu à Gustave Roudavec Maurice Chappaz et Jacques Chessex, Vevey, Bertil Galland, 1977.
- Une transaction secrète. Lectures de poésie, Paris, Gallimard, coll. « Blanche », 1987.
- Écrits pour papier journal : chroniques 1951–1970, textes réunis et présentés par Jean Pierre Vidal, Paris, Gallimard, 1994.
- Tout n'est pas dit. Billets pour la Béroche : 1956–1964, Cognac, Le Temps qu'il fait, 1994. Réédition en 2015.
- Le Bol du pèlerin (Morandi), La Dogana, 2001.
- À partir du mot Russie, Montpellier, Fata Morgana, 2002.
- Gustave Roud, présentation et choix de textes par Philippe Jaccottet, Paris, Seghers, 2002.
- De la poésie, entretien avec Reynald André Chalard, Paris, Arléa, 2005, et 2007 en format poche-Arléa ; nouvelle édition revue et augmentée, Paris, Arléa, 2020.
- Remarques sur Palézieux, Montpellier, Fata Morgana, 2005.
- Dans l'eau du jour, Gérard de Palézieux, Éditions de la revue conférence, 2009.
- Avec Henri Thomas, Montpellier, Fata Morgana, 2018.

### Correspondances
- André Dhôtel, À tort et à travers, catalogue de l'exposition de la Bibliothèque municipale de Charleville-Mézières avec des lettres de Jaccottet, 2000.
- Correspondance, 1942 - 1976 / Philippe Jaccottet, Gustave Roud ; éd. établie, annotée et présentée par José-Flore Tappy, Paris, Gallimard, 2002.
- Philippe Jaccottet, Giuseppe Ungaretti Correspondance (1946–1970) - Jaccottet traducteur d'Ungaretti, Édition de José-Flore Tappy, Paris, Gallimard, coll. « Les Cahiers de la NRF », 21-11-2008, 256 p.
- Pépiement des ombres. Philippe Jaccottet & Henri Thomas, édition établie par Philippe Blanc, postface d'Hervé Ferrage, dessins d'Anne-Marie Jaccottet, Saint-Clément-de-Rivière, Fata Morgana, 2018, 248 p.
- Philippe Jaccottet, Maurice Chappaz Correspondance (1946–2009), Paris, Gallimard, coll. « Les Cahiers de la NRF », 2023

### Traductions
- La Mort à Venise, Thomas Mann, Lausanne, Mermod, 1947 ; rééd. Lausanne, La Bibliothèque des Arts, 1994.
- Le Vaisseau des morts, B. Traven, Paris, Calmann-Lévy, 1954.
- L'Odyssée, Homère, Paris, Club français du Livre, 1955 ; rééd. Paris, La Découverte, 2016.
- L'œuvre de Robert Musil, de 1957 (L'Homme sans qualités) à 1989 (Proses éparses), Paris, Éditions du Seuil.
- Un cœur aride, Carlo Cassola, Paris, Éditions du Seuil, 1964.
- Une liaison, Carlo Cassola, Paris, Éditions du Seuil, 1971.
- Hypérion ou l'Ermite de Grèce, Friedrich Hölderlin, Lausanne, Mermod, 1957 ; rééd. Paris, Gallimard, coll. « Poésie », 1973.
- Œuvres, Friedrich Hölderlin, sous la direction de Philippe Jaccottet, Paris, Gallimard, coll. « Bibliothèque de la Pléiade », 1967.
- L'œuvre de Rainer Maria Rilke, de 1972 à 2008 (avec Les Élégies de Duino chez La Dogana)
- Malina, Ingeborg Bachmann, Paris, Éditions du Seuil, 1973.
- Vie d'un homme, Poésie 1914-1970, Giuseppe Ungaretti, traduction de Philippe Jaccottet, Pierre Jean Jouve, Jean Lescure, André Pieyre de Mandiargues, Francis Ponge et Armand Robin, Paris, Gallimard et Minuit, 1973.
- Hölderlin (biographie), Peter Härtling (1976), Paris, Éditions du Seuil, coll. « Le Don des langues », 1980.
- Haïku présentés et transcrits par Philippe Jaccottet, Montpellier, Fata Morgana, 1996.
- D'une lyre à cinq cordes, traductions de Philippe Jaccottet 1946-1995, Paris, Gallimard, 1997.

### Anthologies
- Une constellation, tout près, Genève, La Dogana, 2002.
- D'autres astres, plus loin, épars. Poètes européens du XXe siècle, Genève, La Dogana, 2005.

### Préfaces
- À vos marques de Jean-Michel Frank, Obsidiane, 1989.
- Œuvre poétique, peintures et dessins de Béatrice Douvre, Montélimar, Voix d’encre, 2000.
- Les Marges du jour de Jean-Pierre Lemaire, Genève, La Dogana, 2011.
- L'éternité dans l'instant. Poèmes 1944-1999 de Remo Fasani, traduits de l'italien par Christian Viredaz, Genève, Samizdat, 2008.

## Exposition
- « Philippe Jaccottet et les peintres : François de Asis, Nasser Assar, Claude Garache, Alberto Giacometti, Jean-Claude Hesselbarth, Alexandre Hollan, Anne-Marie Jaccottet et Gérard de Palézieux », Aix-en-Provence, galerie Alain Paire, 30 juin au 21 juillet 2012.

#### Articles
- « Philippe Jaccottet », sur la base de données des personnalités vaudoises sur la plateforme « Patrinum » de la Bibliothèque cantonale et universitaire de Lausanne.
- Philippe Jaccottet in Onze études sur la poésie moderne, Jean-Pierre Richard, Points essais, 1964.
- Yves Leclair, « Les lumières de Philippe Jaccottet », L'École des lettres, no 10,‎ 1980
- Yves Leclair, « Sur les Airs de Philippe Jaccottet », L'École des loisirs, nos 14-15,‎ mai-juin 1980
- François Paré, « Simplicité et ascèse chez Philippe Jaccottet », Études françaises, vol. 33, no 2,‎ automne 1997, p. 47-61 (lire en ligne)
- Reynald André Chalard, « Philippe Jaccottet, la transparence, l’image et l’amour de l’insaisissable », Études françaises, vol. 41, no 3,‎ 2005, p. 129-151 (lire en ligne)
- Hommage à Philippe Jaccottet, in Poésie/première n°79, p. 5-10, mai 2021.
- Gérard Mottet, « Philippe Jaccottet, l'image inquiète », in Poésie/première n°80, p. 17-24, septembre 2021

#### Critiques et monographies
- Jean Onimus, Philippe Jaccottet, Seyssel, Champ Vallon, coll. « Champ poétique », 1993.
- Jean-Pierre Giusto, Philippe Jaccottet, ou Le désir d'inscription, Lille, Presses universitaires de Lille, éd. Septentrion, 1994.
- Jean-Pierre Jossua, Figures présentes, figures absentes : Pour lire Philippe Jaccottet, Paris, éd. L'Harmattan, coll. « Critiques Littéraires », 2002.
- Isabelle Lebrat, Philippe Jaccottet. Tous feux éteints, Bibliophane - Daniel Radford, coll. « Littérature », 2002.
- Pierre Brunel, Philippe Jaccottet : Cinq recueils : L'effraie. L'ignorant. Leçons. Chants d'en bas. À la lumière d'hiver, Du Temps, coll. « Lecture d'une œuvre », 2003.
- Marie-Annick Gervais-Zaninger, Jaccottet. Poésie 1946-1967, À la lumière d'hiver, Pensées sous les nuages, Neuilly, Atlande, 2003.
- Judith Chavanne, Philippe Jaccottet : Une poétique de l'ouverture, éd. Seli Arslan, coll. « Mots et lettres », 2003.
- Jean-Claude Mathieu, Philippe Jaccottet. L'évidence du simple et l'éclat de l'obscur, Paris, Corti, coll. « Les Essais », 2003.
- Mathilde Vischer, Philippe Jacottet traducteur et poète : une esthétique de l'effacement, Presses universitaires romandes, coll. « Centre de traduction », 2003.
- Jean-Marc Sourdillon, Un lien radieux : Essai sur Philippe Jaccottet et les poètes qu'il a traduits, Paris, L'Harmattan, coll. « Critiques Littéraires », 2004.
- (en) Andrea Cady, Measuring the Visible: The Verse and Prose of Philippe Jaccottet, éd. Rodopi, coll. « Faux Titre », 2004.
- Hélène Samson, Le Tissu poétique de Philippe Jaccottet, éd. Mardaga, coll. « Philosophie et Langage », 2004.
- Michèle Monte, Mesures et passages. Une approche énonciative de l'œuvre poétique de Philippe Jaccottet, Paris, éd. Honoré Champion, coll. « Babeliana », 2004.
- Christine Bénévent, Poésie et À la lumière d'hiver de Philippe Jaccottet, Paris, Gallimard, coll. « Foliothèque », 2006.
- Hervé Ferrage, Philippe Jaccottet, le pari de l'inactuel, Paris, Presses Universitaires de France, coll. « Littératures modernes », 2007.
- Patrick Née, Philippe Jaccottet. À la lumière d'ici, Paris, Éditions Hermann, coll. « Savoir Lettres », 2008.
- Michèle Monte - André Bellatorre, Printemps du Temps. Poétiques Croisees de Francis Ponge et Philippe Jaccottet, Pu Provence, coll. « Textuelles Poésie », 2008.
- Ariane Lüthi, Pratique et poétique de la note chez Georges Perros et Philippe Jaccottet, éditions du Sandre, 2009.
- Mathilde Vischer, La Traduction, du style vers la poétique : Philippe Jaccottet et Fabio Pusterla en dialogue, Paris, Éditions Kimé, 2009.
- Reynald André Chalard, Philippe Jaccottet : A la lumière d'hiver, Leçons, Chants d'en bas, éditions Ellipses, coll. « 40/4 », 2011.
- Sébastien Labrusse, Au cœur des apparences, Poésie et peinture selon Philippe Jaccottet, précédé de En compagnie des peintres, entretien avec Philippe Jaccottet, Éditions de La Transparence, 2012
- Pierre Grouix, Philippe, essai poétique, Rafael de Surtis, 2019.
- Laure Himy-Piéri, Paysages avec figures absentes de Philippe Jaccottet, Infolio/ACEL, Gollion/Bienne, coll. « Le cippe », 2020, 112 p.

#### Volumes collectifs et actes de colloques
- La Poésie de Philippe Jaccottet. Colloque des 27-28 janvier 1985, Marie-Claire Dumas, Paris, éd. Honoré Champion, 2000.
- Cahier Philippe Jaccottet, Sous la direction de Jérôme Thélot et Patrick Née, Paris, éd. Le Temps qu'il fait, coll. « Les Cahiers du Tqf », 2001.
- Philippe Jaccottet : la mémoire et la faille, textes réunis par Renée Ventresque, Marseille, Presses universitaires de la Méditerranée, 2002  (ISBN 2-84269-480-5).
- Jaccottet : Poésie 1946-1967, À la lumière d'hiver, Pensées sous les nuages, Marie-Annick Gervais-Zaninger et Stéphanie Thonnerieux, éd. Atlande, coll. « Clefs concours », 2003.
- Lectures de Philippe Jaccottet : Qui chante là quand toute voix se tait ?, Collectif, Rennes, éd. Presses universitaires de Rennes, coll. « Didact Français », 2003.
- Présence de Jaccottet, Collectif, sous la direction de Pierre Jourde, Catherine Langle, Dominique Massonnaud, Paris, Éditions Kimé, coll. « Détours littéraires », 2007.
- Philippe Jaccottet, Europe n° 955/956, novembre/décembre 2008 ([PDF] en ligne).
- Philippe Jaccottet, juste le poète, collectif sous la direction de Jérôme Thélot (témoignages et articles de Gérard Bocholier, Yves Bonnefoy, Judith Chavanne, Jean-Luc Despax, Ameziane Ferhani, Hervé Ferrage, Michèle Finck, Sabrina Giai-Duganera, Florence Grimout, Kadhim Jihad Hassan, Sébastien Labrusse, Jean-Pierre Lemaire, Florence de Lussy, Alain Madelaine-Perdrillat, Stéphane Michaud, Michèle Monte, Amaury Nauroy, Sander Ort, Pierre Pachet, Jean-Marc Sourdillon, Jérôme Thélot, Lionel Verdier, Marie-Annick Zaninger), Éditions Aden Londres, revue Lettres no 1, mars 2014.

#### Bases de données et notices
- Ressources relatives à la littérature :   - Académie française (lauréats)
  - Autrices et auteurs de Suisse
  - Centre international de poésie Marseille
  - Printemps des poètes
- Ressources relatives au spectacle :   - Archives suisses des arts de la scène
  - Les Archives du spectacle
- Ressources relatives à la musique :   - Discogs
  - MusicBrainz
- Ressource relative aux beaux-arts :   - Union List of Artist Names
- Ressource relative à plusieurs domaines :   - Radio France
- Ressource relative à la recherche :   - Persée
- Ressource relative à l'audiovisuel :   - IMDb
- Notices dans des dictionnaires ou encyclopédies généralistes :   - Brockhaus
  - Den Store Danske Encyklopædi
  - Deutsche Biographie
  - Dictionnaire historique de la Suisse
  - Enciclopedia De Agostini
  - Gran Enciclopèdia Catalana
  - Hrvatska Enciklopedija
  - Internetowa encyklopedia PWN
  - Nationalencyklopedin
  - Munzinger
  - Proleksis enciklopedija
  - Store norske leksikon
  - Universalis
  - Visuotinė lietuvių enciklopedija
- Notices d'autorité :   - VIAF
  - ISNI
  - BnF (données)
  - IdRef
  - LCCN
  - GND
  - Italie
  - Japon
  - CiNii
  - Espagne
  - Belgique
  - Pays-Bas
  - Pologne
  - Israël
  - NUKAT
  - Catalogne
  - Suède
  - Vatican
  - WorldCat
- Publications de et sur Philippe Jaccottet dans le catalogue Helveticat de la Bibliothèque nationale suisse